# Henry Surtees

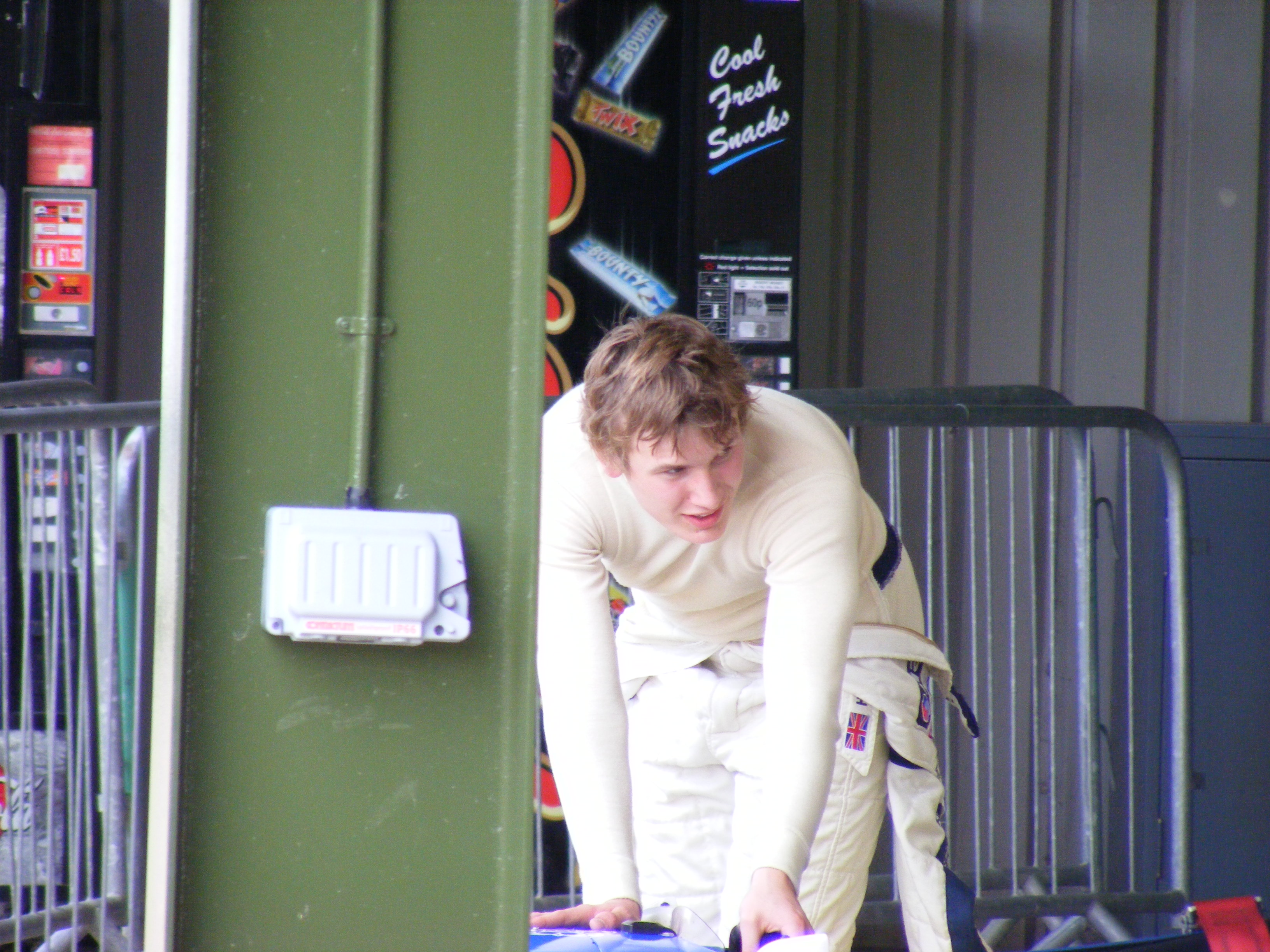
Henry Surtees (2008)

Henry John Surtees (* 18. Februar 1991 in Lingfield, Surrey; † 19. Juli 2009 in London) war ein britischer Automobilrennfahrer und der Sohn des britischen Formel-1- und Motorrad-Weltmeisters John Surtees.

## Karriere

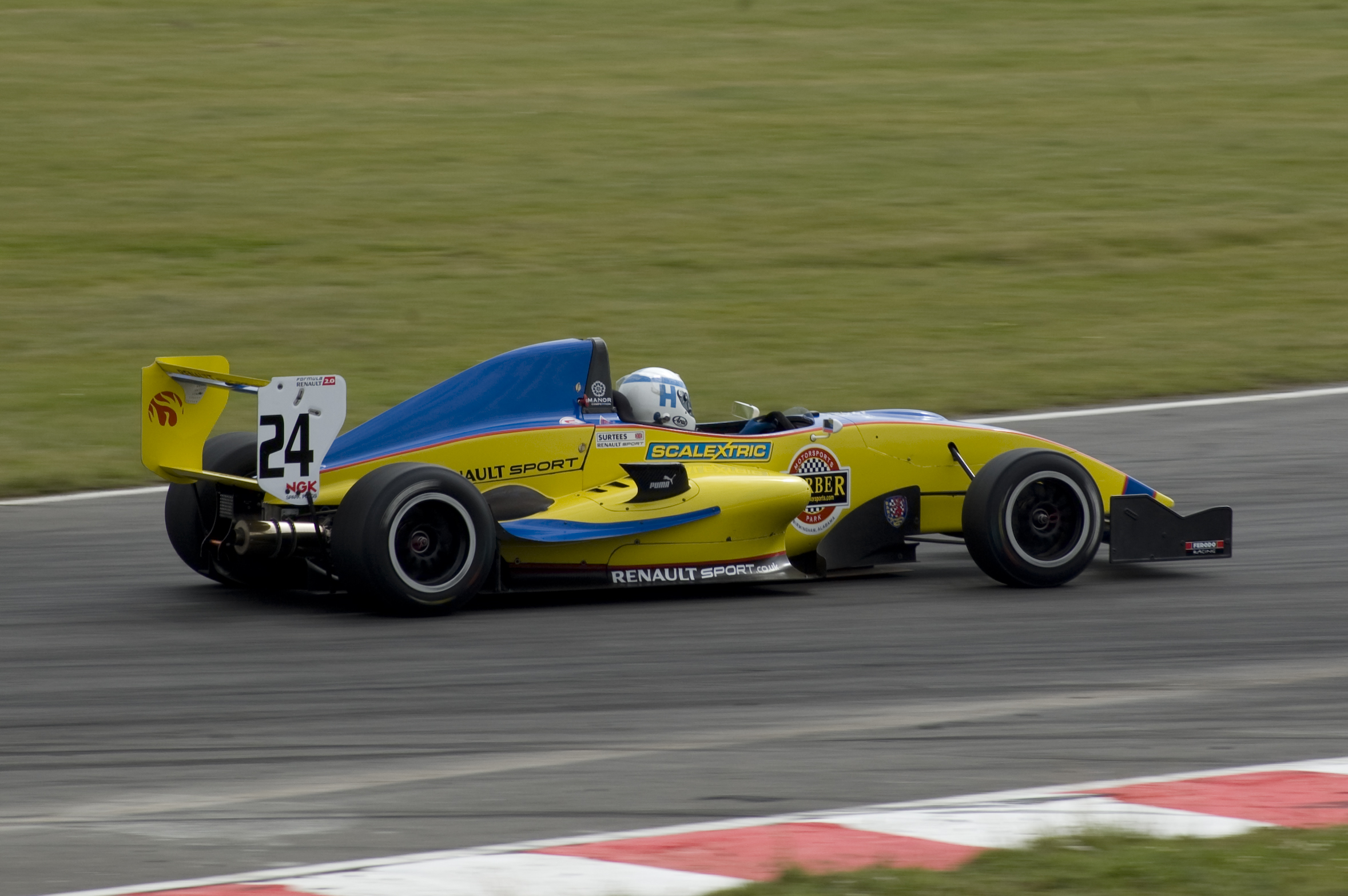
Surtees 2008 in Snetterton in der Formel Renault

Nachdem Surtees erste Erfahrungen im Kartsport gesammelt hatte, begann er seine Motorsportkarriere 2006 in der britischen Ginetta-GT-Junior-Meisterschaft, in der er auf Anhieb Dritter in der Gesamtwertung wurde. Im folgenden Jahr wechselte er in den Monopostosport, wo er seine Formelkarriere in der britischen Formel BMW startete. Mit einem Sieg wurde er Sechster in der Gesamtwertung. Außerdem startete er als Gaststarter in anderen Formel-Serien. 2008 ging Surtees in der britischen Formel Renault an den Start und belegte den zwölften Gesamtrang. Außerdem nahm der junge Brite am letzten Rennwochenende der britischen Formel-3-Meisterschaft in Donington Park teil. Als Gaststarter in der nationalen Klasse gewann er das erste Rennen und wurde Zweiter im zweiten Rennen.
2009 stieg er in die wiederbelebte FIA-Formel-2-Meisterschaft auf. In der kostengünstigen Meisterschaft belegte er, nachdem er bereits einmal von der Pole-Position startete, beim ersten Rennen in Brands Hatch den dritten Platz.

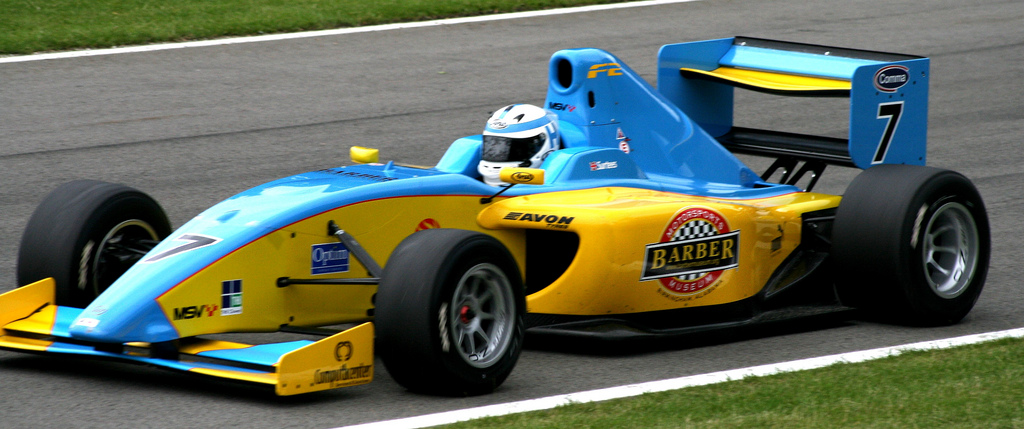
Surtees 2009 in Brands Hatch

### Tod
Einen Tag später, am 19. Juli 2009, verunglückte Surtees beim zweiten Rennen in Brands Hatch tödlich. Sein vor ihm fahrender Landsmann Jack Clarke verlor im schnellen Streckenabschnitt Westfield die Kontrolle über sein Fahrzeug und schlug in die Begrenzungsmauer ein, wobei sich ein Hinterrad löste, das anschließend über die Strecke sprang. Surtees kam in einer Gruppe mehrerer Fahrzeuge um die wegen einer Kuppe nicht einzusehende Kurve und wurde von Clarkes Rad am Helm getroffen. Er verlor sofort das Bewusstsein und schlug daraufhin in der Sheene-Kurve in die Leitplanke ein. Nach medizinischer Erstversorgung an der Strecke wurde er in ein Londoner Krankenhaus geflogen, wo er am Abend des gleichen Tages starb.
Der Unfall von Surtees erinnerte an den Unfall des Österreichers Markus Höttinger, der 1980 bei einem Formel-2-Rennen von einem Rad am Kopf getroffen wurde und ebenfalls tödliche Verletzungen erlitten hatte. Surtees’ Unfall war einer der Gründe für die Einführung des Halo-Systems, das vor Kopfverletzungen schützen soll.

## Karrierestationen
- 2006: Ginetta-GT-Junior-Meisterschaft (Platz 3)
- 2007: Britische Formel BMW (Platz 6)
- 2008: Britische Formel Renault (Platz 12)
- 2009: Formel 2 (Platz 14)